# Coddia
Coddia é um género botânico pertencente à família Rubiaceae.